# Седма Хасковска въстаническа оперативна зона
Седма Хасковска въстаническа оперативна зона е териториална и организационна структура на т. нар. Народоосвободителна въстаническа армия (НОВА) по време на комунистическото съпротивително движение в България през Втората световна война (1941-1944).
Седма Хасковска въстаническа оперативна зона на НОВА е създадена през април 1944 година по време на нелегална разширена среща на Хасковското окръжно ръководство на БРП (к). По указание на Ц.К. на БРП (к) и Главния щаб на НОВА е сформиран щабът на зоната:
- Комендант (командир) на въстаническата зона – Иван Араклиев
- Политкомисар – Янчо Костов. [2] Янчо Георгиев [3]

В зоната действат два партизански отряда и бойни групи:
- Партизански отряд „Васил Левски“
- Партизански отряд „Асен Златаров“[4]